# Người thứ sáu
Người thứ sáu (tiếng Nga: Шестой) là một bộ phim khai thác đề tài Nội chiến Nga của đạo diễn Samvel Gasparov, phát hành lần đầu năm 1981.

## Nội dung
Cuộc Nội chiến Nga vừa kết thúc.
Glodov - đội trưởng thứ sáu của một nhóm du kích - được phái đến một thị trấn nhỏ ở miền Nam. Năm người đội trưởng trước anh đều đã bị toán phỉ nguy hiểm Vakhromeyev sát hại dã man. Giờ đây, Glodov và đồng đội sẽ phải quyết đấu một trận sinh tử với những tên Bạch vệ tàn bạo.

## Diễn viên
- Sergey Nikonenko... Glodov
- Mikhail Kozakov... Danilevsky
- Vladimir Grammatikov... Pavlik
- Mikhail Pugovkin... Mironych
- Sergey Ulyanov... Nikita
- Makharbek Kokoyev... Akhrim
- Larisa Belogurova... Olga
- Nina Menshikova... Olga Vasilyevna
- Marina Yakovleva... Yelizaveta
- Yevgeny Bakalov
- Timofey Spivak
- Boris Gitin
- Georgy Millyar
- Aleksandr Galibin
- Oleg Fedulov
- Viktor Melnikov

## Ê-kíp
- Âm nhạc: Aleksey Zoubov
- Âm thanh: Boris Golev
- Dựng phim: Aleksandr Kovalchuk
- Biên tập: Tatyana Malyavina
- Thiết kế sản xuất: Noy Senderov
- Đóng thế: Oleg Fedulov